# Лісенцефалія
Лісенцефалія (дослівно «гладкий мозок»; Аґірія) — аномалія розвитку: згладжування звивин кори великих півкуль головного мозку, що виникає в результаті недостатньої міграції нейробластів з первинної нервової трубки. При лісенцефалії може спостерігатися агірія — відсутність звивин мозку.
Лісенцефалія (агірія) Міллера-Дікера — це захворювання, спричинене мікроделецією хромосом і характеризується мікроцефалією, недорозвитком кори головного мозку, відсутністю звивин головного мозку і масивною нейронною гетеротопією.
Діагностичні критерії: мікроцефалія, агірія, характерний зовнішній вигляд.

## Клінічна характеристика
Мікроцефалія (100 %), відсутність звивин головного мозку. Характерний зовнішній вигляд: високий виступаючий лоб, звужений у скроневих ділянках; виступаюча потилиця; ротовані назад вушні раковини із згладженим малюнком; епікант; антимонголоїдний розріз очей; короткий ніс; відкриті доверху ніздрі; гіпертелоризм; мікрогнатія; «рот коропа»; посилений ріст волосся на обличчі. Характерні м'язова гіпотонія в ранньому віці, пізніше — м'язовий гіпертонус, дисфагія, епізоди апное з ціанозом, підвищення сухожильних рефлексів, опістотонус і децеребраційна ригідність, судомні напади, виражене відставання в психомоторному розвитку. Судоми перебігають переважно по типу інфантильних спазмів або, рідше, мають фокальний або генералізований характер. Прогресуюча спастична параплегія. Пізнє прорізування зубів.

## Етіологія
Ген локалізований на 17р 13.3. Тип успадкування — аутосомно-рецесивний. Близько 15 % пацієнтів з ізольованою лісенцефалією і понад 90 % пацієнтів з синдромом Міллера-Дікера мають мікроделецію в критичному 350-кв регіоні 17р 13.3.

## Ембріогенез
Сіра речовина головного мозку формується за рахунок проліферації клітин, що мігрують із первинної нервової трубки. Лісенцефалія вважається наслідком недостатньої міграції цих клітин. При їх відсутності звивини не формуються. Підтвердженням цієї теорії є патологічне розшарування кори при даній патології.

## Патологічна анатомія
Звивини та борозни великих півкуль головного мозку майже зовсім відсутні. Поверхня півкуль гладенька, подібна до тієї, яку спостерігають у плодів до 20-го тижня гестації. Дуже часто лісенцефалія поєднується з гідроцефалією, агенезією мозолистого тіла (90 %), мікроцефалією. Зорові горби гіпопластичні. Спостерігається збільшення бокових шлуночків, особливо в каудальній частині. Недорозвиток сірої речовини. Гіпоплазія середніх відділів мозочка. Гетеротопія нейронів.

## Діагностика
ЕЕГ-патерн активності у хворих на лісенцефалію характеризується швидким і високоамплітудним ритмом, в основному в задніх ділянках мозку (близьким до частоти альфа- і бета-діапазону). При виникненні інфантильних спазмів можлива наявність гіпсаритмії. Особливістю ЕЕГ сну у хворих на лісенцефалію є заміна «сонних» веретен після першого року життя на високоамплітудну ритмічну активність з частотою 5-11 Гц і з аномально високою амплітудою.
Постнатальний ультразвуковий діагноз лісенцефалії полягає у виявленні широких шлуночків, аномального малюнка сільвієвої борозни, відсутності формування оперкулярної зони і гладенької поверхні кори.
При проведенні КТ- і МРТ-досліджень головного мозку виявляється спільний для всіх типів лісенцефалії симптом — гладенька кора або з повною відсутністю звивин (агірія), або з їхнім недостатнім розвитком (пахігірія). Агірія-пахігірія може бути як фокальною, так і дифузною. Як правило, шар сірої речовини тонкий. Внаслідок згладженості, потовщення кори головного мозку та зменшення об'єму білої речовини зовнішній вигляд головного мозку на аксіальних комп'ютерних зрізах нагадує цифру «8». Латеральні (сільвієві) борозни розміщені вертикально. Порушена мієлінізація сірої речовини. Шлуночки мозку розширені. Можливе поєднання лісенцефалії з іншими вадами розвитку головного мозку — агенезією чи гіпоплазією мозолистого тіла, гіпоплазією мозочка та стовбура мозку, стрічковою гетеротопією нейронів тощо.

## Диференційний діагноз
Диференційний діагноз слід проводити з іншими типами лісенцефалії (тип I, II, IV, V). Лісенцефалія зустрічається і при деяких генетично детермінованих синдромах:
- синдром трисомії 18-ї хромосоми;
- синдром трисомії 8-ї хромосоми;
- церебро-гепато-ренальний синдром;
- синдром вродженої дистрофії м'язів типу Фукуями;
- синдром Ноя-Лаксової;
- синдром Нормана-Робертса;
- синдром Волкера-Ваарбурга.

## Пренатальна діагностика
Пренатальна ультразвукова діагностика ґрунтується на виявленні неповної оперкуляризації острівка. Візуалізація звивин головного мозку стає можливою з ІІІ триместру вагітності. Їх відсутність може бути використана для встановлення даного діагнозу. Запідозрити це захворювання у плода можна в групі високого ризику (за сімейним анамнезом) при виявленні супутніх аномалій мозку. До інших ознак, що визначаються за допомогою ехографії, відносяться агенезія мозолистого тіла та мікроцефалія. Неможливість візуалізації таламічних структур посилює підозру на лісенцефалію. В 50 % випадків спостерігається багатовіддя. Слабкі рухи плода. Пренатальна діагностика лісенцефалії передбачає необхідність подальших обстежень (проведення хромосомного аналізу для виключення синдрому Міллера-Дікера, проведення МРТ-дослідження мозку у плода).

## Асоційовані аномалії
Лісенцефалія, як правило, поєднується з такими вадами розвитку, як клишоногість, полідактилія, камптодактилія, атрезія дванадцятипалої кишки, мікрогнатія, омфалоцеле, гепатоспленомегалія, вади розвитку нирок та серця, крипторхізм, пахові кили. Помутніння рогівки, зморшкувата шкіра.

## Лікування
Проводиться симптоматичне лікування.
Лісенцефалія завжди закінчується смертю в ранньому дитячому чи дитячому віці. У всіх випадках супроводжується вираженим порушенням інтелекту (IQ<35). У деяких дітей з'являються неврологічні симптоми децеребрації, судоми та спастична дисплегія.
Акушерська тактика: Невідомо, чи може даний діагноз бути встановлений до настання життєздатності плоду. При встановленні вентрикуломегалії у обстежених з групи високого ризику, пов'язаного з попереднім народженням дитини з лісенцефалією, слід запропонувати переривання вагітності. Лісенцефалія відноситься до захворювань, при яких переривання вагітності може бути запропоноване навіть в ІІІ триместрі вагітності, якщо діагноз не викликає сумнівів. Але слід зазначити, що остання умова до сих пір, за даними літератури, не виконувалась.